# 紀隆
紀隆（法語：Laurent Guillon；1854年11月8日—1900年7月2日；圣名：老楞佐）是天主教法國籍主教及巴黎外方傳教會會士。曾任遼東滿州宗座代牧區宗座代牧及南滿宗座代牧區宗座代牧（1889年-1900年），在义和团事变中遇难。

## 生平
紀隆出生於1854年11月8日，在法蘭西第二共和國奥弗涅-罗讷-阿尔卑斯大区萨瓦省的市鎮尚德里約。1873年，他18歲時加入巴黎外方传教会。1877年9月23日，紀隆在22岁時晉鐸，且1878年11月10日被派遣前往中國滿州传教。1880年，他曾差點死於天花。1882年，他陪同杜公斯主教返回法國途中，在英屬香港感染傷寒。
1889年12月28日，紀隆在35歲時獲時任教宗良十三世出任成為遼東滿州宗座代牧區宗座代牧，領銜土耳其歐美尼亞教區主教。1890年5月25日，由東蒙古宗座代牧呂繼賢教主禮晉牧。1892年，纪主教将宗座代牧區教座由营口迁至盛京，且将南关耶稣圣心堂定为主教座堂。1898年5月10日，聖座把遼東滿洲宗座代牧區一分為二，成立南滿宗座代牧區和北滿宗座代牧區，紀隆主教留任成為南滿宗座代牧。
1900年7月3日在庚子之亂中，主教座堂被清兵盛京副教統晉昌和義和團首領劉喜祿燒毀，紀隆主教及2名神父、400多名教徒被當場打死。紀隆主教的頭被斬下及插在長矛遊街視眾。